# David Marc Hoffmann

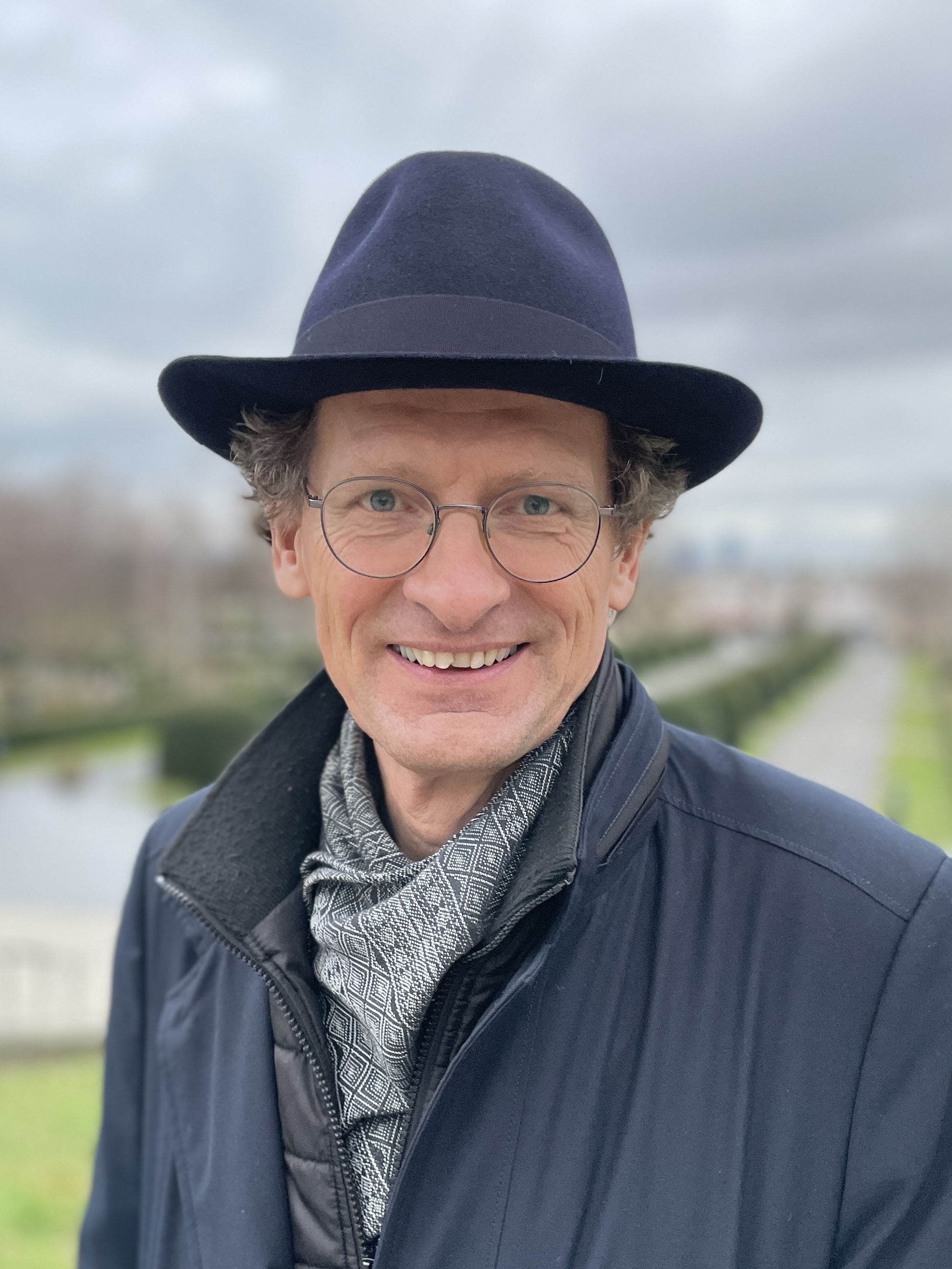
David Marc Hoffmann (2023)

David Marc Hoffmann (* 20. Februar 1959 in Basel) ist ein Schweizer Germanist und Historiker. Er war von 2012 bis 2025 Leiter des Rudolf Steiner Archivs in Dornach.

## Leben und Karriere
David Marc Hoffmann wuchs als Sohn des Basler Ehepaares Felix Hoffmann und Verena Hoffmann-Kloetzer mit seinen zwei Brüdern in Basel auf. Hoffmann ist verheiratet und Vater von drei erwachsenen Töchtern. Die Künstlerin, feministische Aktivistin und Kunstschule-Gründerin Doris Stauffer, Schwester von Verena Hoffmann-Kloetzer, und der Marcel-Duchamp-Experte Serge Stauffer sind wichtige Kontakte und prägen Hoffmanns Zugang zu Kunst und Kunstvermittlung.
Er studierte Deutsch und Geschichte an der Universität Basel, belegte daneben Vorlesungen in Theologie, Kirchengeschichte, Philosophie, Islamwissenschaften, Kunstgeschichte und Italienisch. Nach seiner Doktorarbeit 1990, Zur Geschichte des Nietzsche-Archivs, folgte ein berufsbegleitendes Nachdiplomstudium in Museologie. Ein Auslandjahr verbrachte er in Paris.
Von 1985 bis 1995 war er als wissenschaftlicher Mitarbeiter und Herausgeber im Rudolf Steiner Archiv tätig. Darauf folgten die Tätigkeiten erst als Lektor, dann als Verlagsleiter des Schwabe Verlags Basel. Er war Kurator von Ausstellungen über Nietzsche, Rudolf Steiner, Jacob Burckhardt, Neuhumanismus in Basel, Zürich und Weimar. Er hat einen Sitz im Stiftungsrat der Stiftung Nietzsche-Haus in Sils Maria.
Von 2012 bis 2025 war Hoffmann Leiter des Rudolf Steiner Archivs in Dornach bei Basel und Herausgeber der Rudolf Steiner Gesamtausgabe. Er initiierte die Bearbeitung des Fotoarchivs Hoffmann, übergab dieses dem Basler Staatsarchiv und veröffentlichte beim Christoph Merian Verlag einen umfassenden Fotoband.

## Verbindung mit wissenschaftlichen Gesellschaften
- Präsident Allgemeine Lesegesellschaft Basel
- Goethe-Gesellschaft in Weimar
- Deutsche Schillergesellschaft
- International Council of Museums (Paris)

## Publikationen (Auswahl)
Autor
- Zur Geschichte des Nietzsche-Archivs. Elisabeth Förster-Nietzsche, Fritz Kögel, Rudolf Steiner, Gustav Naumann, Josef Hofmiller. Chronik, Studien und Dokumente, De Gruyter, Berlin, New York 1991
- mit Albert Vinzens, Nana Badenberg, Stephan Widmer: Rudolf Steiner 1861–1925. Eine Bildbiografie, Rudolf Steiner Verlag, Basel 2021
- Rudolf Steiner. Sein Leben und Wirken, Rudolf Steiner Verlag, Basel 2025

Herausgeber
- mit Walter Kugler, Ulla Trapp: Rudolf Steiners Dissertation und die erweiterte Buchausgabe «Wahrheit und Wissenschaft» im Faksimile der Erstausgabe mit den Randbemerkungen von Vincenz Knauer und Karl Julius Schröer. Mit textkritischen Anmerkungen, Rezensionen und zahlreichen unveröffentlichten Briefen und Dokumenten zum Lebensgang Rudolf Steiners (= Rudolf Steiner Studien. Band V). Rudolf Steiner Verlag, Dornach 1991.
- Rudolf Steiner und das Nietzsche-Archiv. Briefe von Rudolf Steiner, Elisabeth Förster-Nietzsche, Fritz Koegel, Constantin Georg Naumann, Gustav Naumann und Ernst Horneffer 1894–1900 (= Rudolf Steiner Studien. Band VI). Rudolf Steiner Verlag, Dornach 1993.
- Dokumente zur Philosophie der Freiheit. Faksimile der Erstausgabe 1894 mit den handschriftlichen Eintragungen für die Neuausgabe 1918 sowie Manuskriptblätter, Rezensionen, Eduard von Hartmanns Randbemerkungen und weitere Materialien (= Rudolf Steiner Gesamtausgabe, Bd. 4a) Rudolf Steiner Verlag, Dornach 1994.
- Rudolf Steiner, Moral und Christentum, Texte zur Ethik 1886–1900. Sonderausgabe anlässlich des Jubiläums 100 Jahre Philosophie der Freiheit 1894–1994. Rudolf Steiner Verlag, Dornach 1994.
- mit Niklaus Peter, Theo Salfinger: Franz Overbeck – Heinrich Köselitz [Peter Gast], Briefwechsel 1877–1905. De Gruyter, Berlin, New York 1998.
- Reihe Beiträge zu Friedrich Nietzsche: Quellen, Studien und Texte zu Leben, Werk und Wirkung Friedrich Nietzsches. Schwabe Verlag, Basel 1999ff.
- mit Barbara Piatti: Europa Erlesen: Basel. Wieser Verlag, Klagenfurt / Schwabe Verlag, Basel 2006.
- mit Peter-André Bloch, Dani Berner: Friedrich Nietzsche. Handschriften, Erstausgaben und Widmungsexemplare. Die Sammlung Rosenthal-Levy im Nietzsche-Haus in Sils Maria, Schwabe Verlag, Basel 2009.

## Ausstellungen (Auswahl)
- Nietzsche und die Schweiz, Strauhof, Zürich, 26. August – 27. November 1994.
- Basler Nietzsche-Archiv, Universitätsbibliothek Basel, Basel, 1993.
- Jacob Burckhardt, 1818–1897: Geschichte, Kunst, Kultur, Aus Anlass des 100. Todestages, Historisches Museum Basel, 31. Mai – 3. August 1997.